# Асадабад
Асадабад е град, административен център на провинция Конар, Афганистан. Населението на града през 2006 година е 61 135 души.